# Вождово
Во́ждово (болг. Вождово) — село в Кирджалійській області Болгарії. Входить до складу общини Черноочене.

## Населення
За даними перепису населення 2011 року у селі проживали 87 осіб, з них 85 осіб (97,7%) — турки.
Розподіл населення за віком у 2011 році:
Динаміка населення: